# Бидиу (Бистрица-Насауд)
Бидиу (рум. Bidiu) насеље је у Румунији у округу Бистрица-Насауд у општини Матеј. Oпштина се налази на надморској висини од 301 m.

## Становништво
Према подацима из 2002. године у насељу је живело 273 становника, од којих су сви румунске националности.